# Milliárd kilométeres nagyságrend
Ez a lap a különböző nagyságrendek összehasonlítását segíti elő, 1012 és 1013 méter közötti hosszúságokat (szélességeket, magasságokat, mélységeket, átmérőket, távolságokat) sorolja fel. Az összes nagyságrendet átfogó lista a Nagyságrendek listája (hosszúság) szócikkben található meg.

## Értékek
1012 m egyenlő az alábbiakkal:
- 1 Tm (teraméter)
- 1 milliárd km
- 6,7 csillagászati egység

## Csillagászat
- 1079 millió km (7,2 CSE): egy fényóra
- 1400 millió km (9,5 CSE): a Szaturnusz és a Nap távolsága
- 2400 millió km (16,5 CSE): a legnagyobb ismert csillag, az UY Scuti átmérője[1]
- 2900 millió km (19 CSE): az Uránusz és a Nap távolsága
- 4400 millió km (30 CSE): a Pluto távolsága perihéliumban
- 4500 millió km (30 CSE): a Neptunusz és a Nap távolsága
- 4500 millió km (30 CSE): a Kuiper-öv belső határa
- 5700 millió km (38 CSE): az Eris törpebolygó távolsága perihéliumban
- 7300 millió km (49 CSE): a Pluto távolsága aphéliumban
- 7500 millió km (50 CSE): a Kuiper-öv külső határa